# Municipio de Arkinda
El municipio de Arkinda (en inglés: Arkinda Township) es un municipio ubicado en el condado de Little River en el estado estadounidense de Arkansas. En el año 2010 tenía una población de 75 habitantes y una densidad poblacional de 1,78 personas por km².

## Geografía
El municipio de Arkinda se encuentra ubicado en las coordenadas 33°47′11″N 94°27′13″O / 33.78639, -94.45361. Según la Oficina del Censo de los Estados Unidos, el municipio tiene una superficie total de 42.2 km², de la cual 42,2 km² corresponden a tierra firme y (0 %) 0 km² es agua.

## Demografía
Según el censo de 2010, había 75 personas residiendo en el municipio de Arkinda. La densidad de población era de 1,78 hab./km². De los 75 habitantes, el municipio de Arkinda estaba compuesto por el 93,33 % blancos, el 4 % eran afroamericanos, el 1,33 % eran amerindios, el 1,33 % eran de otras razas. Del total de la población el 1,33 % eran hispanos o latinos de cualquier raza.